# Puya
Puya je biljni rod iz porodice Bromeliaceae smješten u potporodicu Bromelioideae. Postoji 229 priznatih vrsta rasprostranjenih po Južnoj Americi.

## Opis
Puya je rod južnoameričkih biljaka iz porodice “ananasa” (Bromeliaceae) koji sadrži oko 200 vrsta, uključujući i najviše bromelide. P. gigas i P. raimondii, porijeklom sa sjevera Južne Amerike, naraste do više od 10 m (oko 33 stope) u visinu i formira cvjetnu stabljiku visoku gotovo 5,4 m.
Većina vrsta raste na hladnim, suhim, kamenitim padinama planina Anda. Stabljike su prilično debele i drvenaste. Čvrsti listovi bodljikavih rubova dugi su i uski i rastu u gustoj rozeti. Nekoliko vrsta, kao što su P. alpestris i P. chilensis, uzgajaju se u zatvorenom prostoru kao ukrasne biljke. Listovi P. chilensis izvor su vlakana koja se ponekad koriste za izradu ribarskih mreža.

## Vrste
1. Puya adscendens L.B.Sm.
2. Puya aequatorialis André
3. Puya alata L.B.Sm.
4. Puya alba L.B.Sm.
5. Puya alpestris (Poepp.) Gay
6. Puya alpicola L.B.Sm.
7. Puya angelensis E.Gross & Rauh
8. Puya angulonis L.B.Sm.
9. Puya angusta L.B.Sm.
10. Puya antioquensis L.B.Sm. & Read
11. Puya araneosa L.B.Sm.
12. Puya argentea L.B.Sm.
13. Puya aristeguietae L.B.Sm.
14. Puya assurgens L.B.Sm.
15. Puya atra L.B.Sm.
16. Puya barkleyana L.B.Sm.
17. Puya bermejana S.E.Gómez, Slanis & A.Grau
18. Puya × berteroniana Mez
19. Puya bicolor Mez
20. Puya boliviensis Baker
21. Puya boopiensis R.Vásquez, Ibisch & R.Lara
22. Puya boyacana Cuatrec.
23. Puya brachystachya (Baker) Mez
24. Puya brackeana Manzan. & W.Till
25. Puya bravoi Aráoz & A.Grau
26. Puya brittoniana Baker
27. Puya cahuachensis A.Galán, J.Montoya, Vicente Orell. & E.Linares
28. Puya cajasensis Manzan. & W.Till
29. Puya cardenasii L.B.Sm.
30. Puya cardonae L.B.Sm.
31. Puya casmichensis L.B.Sm.
32. Puya castellanosii L.B.Sm.
33. Puya cerrateana L.B.Sm.
34. Puya chilensis Molina
35. Puya claudiae Ibisch, R.Vásquez & E.Gross
36. Puya clava-herculis Mez & Sodiro
37. Puya cleefii L.B.Sm. & Read
38. Puya cochabambensis R.Vásquez & Ibisch
39. Puya coerulea Lindl.
40. Puya colcaensis Treviño, Quip. & Gouda
41. Puya commixta L.B.Sm.
42. Puya compacta L.B.Sm.
43. Puya coriacea L.B.Sm.
44. Puya cristata L.B.Sm.
45. Puya cryptantha Cuatrec.
46. Puya ctenorhyncha L.B.Sm.
47. Puya cuatrecasasii L.B.Sm.
48. Puya cuevae Manzan. & W.Till
49. Puya cylindrica Mez
50. Puya dasylirioides Standl.
51. Puya densiflora Harms
52. Puya depauperata L.B.Sm.
53. Puya dichroa L.B.Sm. & Read
54. Puya dodsonii Manzan. & W.Till
55. Puya dolichostrobila Harms
56. Puya donneriana R.Vásquez, Altam. & Ibisch
57. Puya dyckioides (Baker) Mez
58. Puya elviragrossiae R.Vásquez & Ibisch
59. Puya entre-riosensis Ibisch & E.Gross
60. Puya erlenbachiana Ibisch & R.Vásquez
61. Puya eryngioides André
62. Puya exigua Mez
63. Puya exuta L.B.Sm. & Read
64. Puya fastuosa Mez
65. Puya ferox Mez
66. Puya ferreyrae L.B.Sm.
67. Puya ferruginea (Ruiz & Pav.) L.B.Sm.
68. Puya fiebrigii Mez
69. Puya floccosa (Linden) É.Morren ex Mez
70. Puya fosteriana L.B.Sm.
71. Puya fulgens L.B.Sm.
72. Puya furfuracea (Willd.) L.B.Sm.
73. Puya gargantae L.B.Sm.
74. Puya gerd-muelleri W.Weber
75. Puya gerdae W.Weber
76. Puya gigas André
77. Puya gilmartiniae G.S.Varad. & A.R.Flores
78. Puya glabrescens L.B.Sm.
79. Puya glandulosa L.B.Sm.
80. Puya glareosa L.B.Sm.
81. Puya glaucovirens Mez
82. Puya glomerifera Mez & Sodiro
83. Puya goudotiana Mez
84. Puya gracilis L.B.Sm.
85. Puya grafii Rauh
86. Puya grandidens Mez
87. Puya grantii L.B.Sm.
88. Puya grubbii L.B.Sm.
89. Puya gutteana W.Weber
90. Puya hamata L.B.Sm.
91. Puya harmsii (A.Cast.) A.Cast.
92. Puya harry-lutheri Gouda
93. Puya herrerae Harms
94. Puya herzogii Wittm.
95. Puya hirtzii Manzan. & W.Till
96. Puya hofstenii Mez
97. Puya horrida L.B.Sm. & Read
98. Puya hortensis L.B.Sm.
99. Puya hoxeyi Janeba
100. Puya hromadnikii Rauh
101. Puya huancavelicae L.B.Sm.
102. Puya humilis Mez
103. Puya hutchisonii L.B.Sm.
104. Puya ibischii R.Vásquez
105. Puya iltisiana L.B.Sm.
106. Puya isabellina Mez
107. Puya joergensenii H.Luther
108. Puya killipii Cuatrec.
109. Puya kuntzeana Mez
110. Puya laccata Mez
111. Puya lanata (Kunth) Schult. & Schult.f.
112. Puya lanuginosa (Ruiz & Pav.) Schult. & Schult.f.
113. Puya larae R.Vásquez & Ibisch
114. Puya lasiopoda L.B.Sm.
115. Puya laxa L.B.Sm.
116. Puya lehmanniana L.B.Sm.
117. Puya leptostachya L.B.Sm.
118. Puya lilloi A.Cast.
119. Puya lineata Mez
120. Puya llatensis L.B.Sm.
121. Puya loca Madriñán
122. Puya lokischmidtiae R.Vásquez & Ibisch
123. Puya longisepala Mez
124. Puya longispina Manzan. & W.Till
125. Puya longistyla Mez
126. Puya lopezii L.B.Sm.
127. Puya lutheri W.Till
128. Puya macbridei L.B.Sm.
129. Puya macropoda L.B.Sm.
130. Puya macrura Mez
131. Puya maculata L.B.Sm.
132. Puya mariae L.B.Sm.
133. Puya medica L.B.Sm.
134. Puya membranacea L.B.Sm.
135. Puya meziana Wittm.
136. Puya micrantha Mez
137. Puya mima L.B.Sm. & Read
138. Puya minima L.B.Sm.
139. Puya mirabilis (Mez) L.B.Sm.
140. Puya mitis Mez
141. Puya mollis Baker ex Mez
142. Puya mucronata Manzan.
143. Puya nana Wittm.
144. Puya navarroana Manzan. & W.Till
145. Puya nigrescens L.B.Sm.
146. Puya nitida Mez
147. Puya nivalis Baker
148. Puya novarae G.S.Varad. ex Gómez Rom. & A.Grau
149. Puya nutans L.B.Sm.
150. Puya obconica L.B.Sm.
151. Puya occidentalis L.B.Sm.
152. Puya ochroleuca Betancur & Callejas
153. Puya olivacea Wittm.
154. Puya oxyantha Mez
155. Puya pachyphylla R.Vásquez & Ibisch
156. Puya parviflora L.B.Sm.
157. Puya pattersoniae Manzan. & W.Till
158. Puya paupera Mez
159. Puya pearcei (Baker) Mez
160. Puya penduliflora L.B.Sm.
161. Puya pichinchae Mez & Sodiro
162. Puya pitcairnioides L.B.Sm.
163. Puya pizarroana R.Vásquez, Ibisch & S.Beck
164. Puya ponderosa L.B.Sm.
165. Puya potosina L.B.Sm.
166. Puya pratensis L.B.Sm.
167. Puya prosanae Ibisch & E.Gross
168. Puya pseudoeryngioides H.Luther
169. Puya pusilla H.Luther
170. Puya pygmaea L.B.Sm.
171. Puya pyramidata (Ruiz & Pav.) Schult. & Schult.f.
172. Puya raimondii Harms
173. Puya ramonii L.B.Sm.
174. Puya ramosissima ined.
175. Puya rauhii L.B.Sm.
176. Puya reducta L.B.Sm.
177. Puya reflexiflora Mez
178. Puya retrorsa Gilmartin
179. Puya riparia L.B.Sm.
180. Puya robin-fosteri G.S.Varad. & H.Luther
181. Puya roezlii É.Morren
182. Puya roldanii Betancur & Callejas
183. Puya roseana L.B.Sm.
184. Puya rusbyi (Baker) Mez
185. Puya sagasteguii L.B.Sm.
186. Puya sanctae-crucis (Baker) L.B.Sm.
187. Puya sanctae-martae L.B.Sm.
188. Puya santanderensis Cuatrec.
189. Puya santosii Cuatrec.
190. Puya secunda L.B.Sm.
191. Puya sehuencasensis R.Vásquez, Ibisch & R.Lara
192. Puya serranoensis Rauh
193. Puya silvae-baccae L.B.Sm. & Read
194. Puya simulans L.B.Sm.
195. Puya smithii A.Cast.
196. Puya sodiroana Mez
197. Puya solomonii G.S.Varad.
198. Puya spathacea (Griseb.) Mez
199. Puya stenothyrsa (Baker) Mez
200. Puya stipitata L.B.Sm.
201. Puya strobilantha Mez
202. Puya textoragicolae W.Weber
203. Puya thomasiana André
204. Puya tillii Manzan.
205. Puya tovariana L.B.Sm.
206. Puya trianae Baker
207. Puya tristis L.B.Sm.
208. Puya trollii L.B.Sm.
209. Puya tuberosa Mez
210. Puya tunarensis Mez
211. Puya tyleriana Sagást., Zapata & M.O.Dillon
212. Puya ugentiana L.B.Sm.
213. Puya ultima L.B.Sm.
214. Puya valida L.B.Sm.
215. Puya vallo-grandensis Rauh
216. Puya vargasiana L.B.Sm.
217. Puya vasquezii Ibisch & E.Gross
218. Puya venezuelana L.B.Sm.
219. Puya venusta (Baker) Phil.
220. Puya vervoorstii Gómez Rom. & A.Grau
221. Puya vestita André
222. Puya volcanensis A.Cast.
223. Puya weberbaueri Mez
224. Puya weberiana É.Morren ex Mez
225. Puya weddelliana (Baker) Mez
226. Puya werneriana Read & L.B.Sm.
227. Puya westii L.B.Sm.
228. Puya wrightii L.B.Sm.
229. Puya wurdackii L.B.Sm.
230. Puya yakespala A.Cast.

## Sinonimi
- Pourretia Ruiz & Pav.